# Середина момента
«Середина момента» (англ. Middle of the Moment) — документальный фильм, созданный Николасом Гумбертом и Вернером Пенцелем. Вышел на экраны в 1995 году.

## О фильме
Режиссёры Николас Гумберт и Вернер Пенцель снимали фильм с 1990 по 1995 год. Авторы следовали с кинокамерой за современными кочевниками: французские цирковые артисты, туареги, путешествующий поэт... Снятый на  черно-белую киноплёнку 35 мм, фильм является эстетическим и поэтическим опытом авторов. Сами режиссёры квалифицируют его как «cinépoème».
Музыка к фильму была написана английским музыкантом Фредом Фритом, которому Гумберт и Пенцель посвятили свой предыдущий фильм «Step Across the Border» (1990).

## Награды
Фильм «Середина момента» дважды отмечался на кинофестивалях: премией документального фильма в Hessischer Film-und Kinopreis, и призом зрительских симпатий на Марсельском международном Фестивале документального фильма.

## Цитаты
- «Работая над этим проектом, художники  пытались обозначить границы того, что не может быть описано словами, — истины бытия. Авторы, используя образы, излучающие чарующую простоту, приглашают зрителя присоединиться к поиску того средоточия, суть которого заключена в равновесии между блаженством и небытием»[1] — Жан Перре.